# Пилипча (Чернігівський район)
Пили́пча — село в Україні, у Ріпкинській селищній громаді Чернігівського району Чернігівської області. Населення становить 114 осіб. До 2020 орган місцевого самоврядування— Грабівська сільська рада.
Село постраждало внаслідок геноциду українського народу, проведеного урядом СРСР 1932-1933 та 1946-1947.

## Історія
Засноване у 18 столітті. У селі існувала церква святого великомученика Пантелеймона. 
До 1864 Пилипчою володів штабс-капітан Микола Іванович Бакуринський,  1787 р.н.  Під час Селянської реформи в нього викупили землі  13 чоловічих душ
У часи національно-визвольних змагань - центр повстанського руху. Тут містилася опорна база Отамана Галаки. В його загоні воювали багато мешканців Пилипчі, зокрема Мороз Дмитро Борисович, Чикида Микола Федосійович, Васильчиков Охрім Олексійович, Гудименко Пантелій Федорович, Мороз Павло Юхимович, Коновець Антон Овсійович та інші.  
Після російсько-большевицької окупації у селі закрито церкву, 1929 почалися масові переслідування незалежних господарників (насамперед родини Пилиповичів, Литвинів та Воробеїв). 1932-1933 комуністи вдалися до убивств голодом, зокрема убито неповнолітніх Ольгу Митрофанівну Литвин та Марію Митрофанівну Литвин. 
12 червня 2020 року, відповідно до розпорядження Кабінету Міністрів України № 730-р «Про визначення адміністративних центрів та затвердження територій територіальних громад Чернігівської області», увійшло до складу Ріпкинської селищної громади.
19 липня 2020 року, в результаті адміністративно - територіальної реформи та ліквідації Ріпкинського району, село увійшло до складу Чернігівського району Чернігівської області.

## Населення

### Мова
Розподіл населення за рідною мовою за даними перепису 2001 року:
| Мова       | Кількість | Відсоток |
| ---------- | --------- | -------- |
| українська | 109       | 95.61%   |
| російська  | 5         | 4.39%    |
| Усього     | 114       | 100%     |

## Сучасний стан
У селі  постійно проживає не більше 50 осіб. Більшість мешканців - на заробітках у Ріпках або Чернігові. Збереглося приміщення 4-річної школи та старовинний цвинтар.

## Персоналії
Васильчиков Іван Олексійович (4 травня 1895- 3 липня 1921) - відомий як отаман Галака. Повстанський отаман, який контролював значні терени в на Городнянщині та Гомельщині під час Визвольних змагань 1917-1921 років.